# Dei patris immensa
Dei patris immensa (Latijn voor de immense (welwillendheid) van God de Vader..) is een pauselijke bul, uitgevaardigd door paus Innocentius IV op 5 maart 1245 gericht aan de Mongolen, waarin opgeroepen wordt om zich te bekeren tot het christelijke geloof. De opdracht voor de overhandiging van deze bul werd toevertrouwd aan de franciscaner monnik Laurentius van Portugal.
In de bul behandelde Innocentius IV in het kort het ontstaan van het christendom, waarbij hij het lijden van Christus en zijn wederopstanding centraal stelde, hét teken van zijn opoffering tot heil van de mensheid. Tevens wordt verwezen naar de rol van de paus, die als plaatsbekleder van Christus ‘de sleutel van de hemelpoort’ heeft ontvangen, waardoor hij in staat is de poort te openen voor een ieder die bereid is zich te bekeren tot het ware geloof.
Dringend werd ook gevraagd de legaat, die gold als de vertegenwoordiger van de paus, de benodigde bescherming te bieden zodat hij in vrijheid kon terugkeren.
De bul kwam voort uit de vrees, dat de Mongolen –zoals al eerder gebeurd was- opnieuw Europa zouden binnenvallen en hun focus weer op Polen en Hongarije zouden richten. In vervolg op deze bul volgde namelijk een volgende, “Cum non solum”, een directe oproep om aanvallen op christenen te stoppen en vrede na te streven.